# Lostallo
Lostallo ist eine politische Gemeinde im Schweizer Kanton Graubünden. Sie gehört zur Region Moesa.

## Wappen
Blasonierung: In rot ein stehender geflügelter goldener (gelber) Markuslöwe mit silbernem (weissem) Nimbus und Spruchband.
Am Markustag fand alljährlich in Lostallo die Centena statt, die Einwohnerversammlung der Täler Misox und Calanca, verbunden mit einer Prozession. Rot und Gold sind die Farben der Herren von Sax-Misox.

## Geographie
Die Gemeinde liegt am Westhang auf der rechten Seite der Moesa und besteht aus dem Dorf und den Fraktionen Cabbiolo und Sorte. Nachbargemeinden sind Soazza, Calanca, Grono, Cama (alle Kanton Graubünden) sowie Gordona in der italienischen Provinz Sondrio.

## Geschichte
Die wohl älteste erhaltene Urkunde datiert 1219; darin wurde das Dorf Lostallo genannt. Alle drei Jahre versammeln sich in Lostallo die Wahlmänner der Gemeinde, um das Bezirksgericht zu wählen.
In der Nacht zum 22. Juni 2024 ereignete sich nach starken Niederschlägen am Wildbach Riale Molera ein Murgang, der durch die westliche Gebäudegruppe des Ortsteils Sorte strömte, das Gebiet und die Hauptstrasse 13 mit Schutt zudeckte und Häuser zerstörte. Beim Naturereignis kamen drei Menschen ums Leben. Am gleichen Tag riss ein Hochwasser der Moesa alle vier Spuren der Autobahn A13 nördlich der Buffalora-Brücke fort, nachdem Geröll aus dem Val d’Orbel die Moesa aufgestaut hatte. Wegen des Unwetterws waren alle vier Ausgleichsbecken der Gemeinde voller Geschiebe und mussten ausgebaggert werden. Die Kläranlage wurde zerstört.

## Bevölkerung

Historisches Luftbild von Werner Friedli von 1953

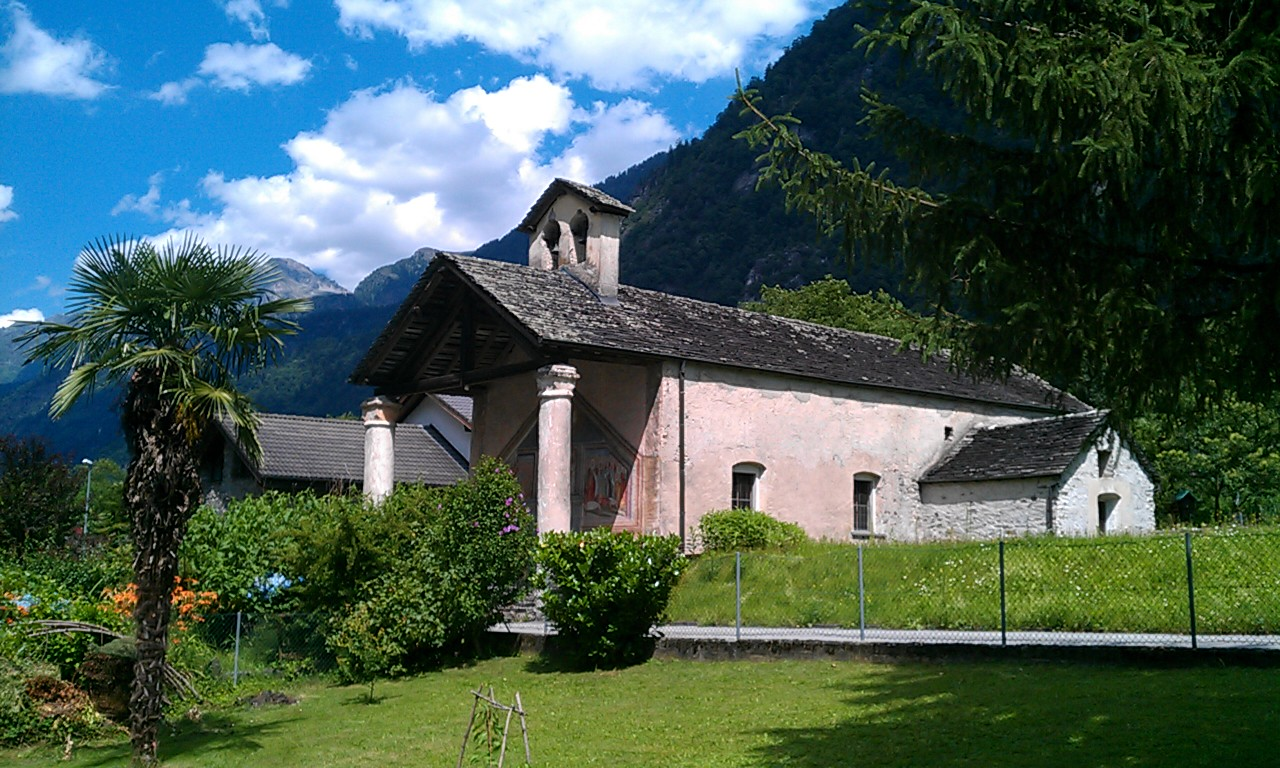
Alte Betkapelle Madonna d’Aquate

| Jahr      | 1802 | 1850 | 1900 | 1950 | 2000 | 2010 | 2020 |
| Einwohner | 212  | 363  | 372  | 424  | 656  | 707  | 840  |

Von den Ende 2004 670 Bewohnern waren 606 (= 90,45 %) Schweizer Staatsangehörige.

## Verkehr
Lostallo wird von der Hauptstrasse 13 durchquert. Der Anschluss Lostallo der im Osten vorbeiführenden Autobahn A13 liegt etwa einen Kilometer nordöstlich des Dorfzentrums.
Mit dem öffentlichen Verkehr ist Lostallo seit dem Jahr 1972 mit dem Postauto zu erreichen (Linie Bellinzona – Mesocco). Das Postauto ersetzte die aufgehobene Misoxerbahn, die seit 1907 verkehrte und Bahnhöfe in Lostallo und im Ortsteil Cabbiolo bediente. Im Ortsteil Sorte befand sich eine Haltestelle.

## Sehenswürdigkeiten
- katholische Pfarrkirche Sankt Giorgio[8][9]
- Schalenstein genannt El Sass di Strion auf der Alp de Groven (1880 m ü. M.) und andere sechs Schalensteine[10]
- Schalenstein (Zeichenstein) an der Grenze zur Gemeinde Soazza im Ortsteil Ara (525 m ü. M.)[11]
- Wasserfälle Cascate de Groven[12][13]

## Sonstiges
Lostallo hat eigenen Angaben zufolge die mit 430 m längste RC-Car-Strecke der Welt, auf deren Kurs regelmässig Europa- und Weltmeisterschaften durchgeführt werden. Zudem gibt es eine Lachsfarm, in der Fische in einem geschlossenen Kreislaufsystem aufgezogen werden.
Alljährlich findet hier das Psychedelic-Trance-Musikfestival Shankra statt.

## Persönlichkeiten
- Familie Jacomella aus Lostallo[17]
- Familie Tonella aus Cabbiolo[18][19]
- Franco Binda (* 1925 in Lostallo; † 23. August 2019 in Locarno), gründete den Museo della Valle Verzasca, Forscher, Lokalarchäolog, Publizist[20]
- Gerry Mottis (* 14. Oktober 1975 in Locarno), Dozent in Giubiasco und Roveredo GR, Dichter, Schriftsteller und Dramaturg, wohnt in Lostallo und Rivera TI[21][22][23]
- Fabiana Mottis (* 9. August 2003), Volleyballspielerin (Rookie of the Year 2021), Nomination zur «Bündner Sportlerin des Jahres» 2022, aufgewachsen in Lostallo[24]

## Sport
- Associazione Sportiva Moesa[25]